# Nathaniel B. Eldredge
Nathaniel Buel Eldredge (* 28. März 1813 in Auburn, New York; † 27. November 1893 in Adrian, Michigan) war ein US-amerikanischer Politiker. Zwischen 1883 und 1887 vertrat er den Bundesstaat Michigan im US-Repräsentantenhaus.

## Werdegang
Nathaniel Eldredge besuchte die öffentlichen Schulen seiner Heimat und studierte danach am Fairfield Medical College Medizin. Danach arbeitete er in Commerce (Michigan) als Arzt. Gleichzeitig begann er als Mitglied der Demokratischen Partei eine politische Laufbahn. Im Jahr 1845 wurde er Verwaltungsangestellter beim Senat von Michigan. 1848 wurde er in das Repräsentantenhaus von Michigan gewählt. Von 1852 bis 1856 amtierte er als Nachlassrichter. Nach einem Jurastudium und seiner im Jahr 1854 erfolgten Zulassung als Rechtsanwalt begann er in seinem neuen Beruf zu  arbeiten. Außerdem bekleidete er in dieser Zeit einige lokale Ämter. Während des Bürgerkrieges stieg er zwischen 1861 und 1863 vom Hauptmann bis zum Oberstleutnant im Heer der Union auf.
Im Jahr 1874 wurde Eldredge Sheriff im Lenawee County. Bei den Kongresswahlen des Jahres 1882 wurde er im zweiten Wahlbezirk von Michigan in das US-Repräsentantenhaus in Washington, D.C. gewählt, wo er am 4. April 1883 die Nachfolge von Edwin Willits antrat. Nach einer Wiederwahl konnte er bis zum 3. März 1887 zwei Legislaturperioden im Kongress absolvieren. Zwischen 1885 und 1887 war er Vorsitzender des Rentenausschusses.
Nach seinem Ausscheiden aus dem US-Repräsentantenhaus zog sich Nathaniel Eldredge aus der Politik zurück. Er starb am 27. November 1893 in Adrian, wo er auch beigesetzt wurde.